# Poggibonsi
Poggibonsi est une ville de la province de Sienne, en  Val d'Elsa, en Toscane, une des régions d'Italie.

## Géographie
Poggibonsi se trouve à environ 40 km de Florence et 20 km de Sienne.

## Histoire
D'un point de vue géologique, le territoire de Poggibonsi s'est formé pendant le tertiaire récent, et surtout pendant le Pliocène.
Les plus anciennes pièces archéologiques relatives à une installation humaine datent de la Préhistoire (Néolithique), mais les plus importantes remontent aux époques étrusque et romaine, comme en témoignent les nombreuses petites nécropoles éparses non loin des habitations actuelles, sur les collines de la circonscription en direction du nord, nord-est, d'où provient entre autres la plus riche collection de céramiques antiques de tout le Val d'Elsa. L'origine des toponymes conserve les traces de la présence de l'homme pendant l'antiquité : si Talciona nous renvoie au monde étrusque, comme également Marturi (Maris, nom étrusque de Mars, ou Mars-Turan, c'est-à-dire la diade Mars-Vénus en étrusque), les noms de Luco (locus, c'est-à-dire sanctuaire), Megognano, Gavignano, Cedda, Cinciano, Sornano et Gaggiano sont d'origine latine. Cette origine latine concerne également le réseau routier.
À la fin de l'Antiquité (époque du règne des Ostrogoths), sont édifiées des maisons en terre, dont on a identifié l'emplacement dans les fondations des remparts construits sous les Médicis, sur le poggio di bonizzo, puis sont construites des cabanes à l'époque des Lombards et des Francs.
Cependant, l'accroissement démographique principal, qui entraîna une expansion des noyaux d'habitation, est intervenu entre les Xe et XIIe siècles, quand Poggibonsi, du fait du nouveau tracé de la Via Francigena, vint à se retrouver directement placée sur cette artère routière très importante.
C'est au Xe siècle que commence le développement de Borgo di Marte, appelé ensuite Marturi, puis Borgo Vecchio, aujourd'hui Poggibonsi.
Les théories des historiens concernant les origines de l'antique Borgo Marturi sont diverses. Celle qui est la plus admise est celle des origines étrusques, malgré la légende qui veut que la cité ait été édifiée par des soldats romains rescapés de la défaite de Catilina, advenue à Pistoia en 62 av. J.-C.

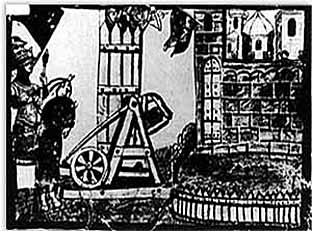
Siège de Poggiobonizio par Charles d'Anjou.

## Économie
Centre commercial et industriel régional.

## Transports
Gare

## Culture
- Le Parc archéologique et technologique de Poggio Imperiale

## Édifices religieux
- Couvent San Lucchese.
- Abbaye de Saint-Michel de Marturi.

## Édifices militaires
- Château de la Magione,
- Forteresse de Poggio Imperiale,
- Château de Staggia Senese,
- Château de Badia,
- Château de Strozzavolpe.

## Administration
| Période                                  | Période  | Identité       | Étiquette | Qualité |
| ---------------------------------------- | -------- | -------------- | --------- | ------- |
| 8 juin 2009                              | En cours | Lucia Coccheri |           |         |
| Les données manquantes sont à compléter. |          |                |           |         |

### Hameaux
Staggia Senese, Bellavista.

### Communes limitrophes
Barberino Val d'Elsa (Florence), Castellina in Chianti, Colle di Val d'Elsa, Monteriggioni, San Gimignano.

## Personnalités nées à Poggibonsi
- Alberto Bettiol, coureur cycliste ;
- Novello Novelli (1930-2018), acteur.

## Jumelages
- Corleto Perticara (Italie) ;
- Werne (Allemagne) ;
- Marcq-en-Barœul (France).